# Campanula formanekiana
Campanula formanekiana är en klockväxtart som beskrevs av Árpád von Degen och Ignaz Dörfler. Campanula formanekiana ingår i släktet blåklockor, och familjen klockväxter. Inga underarter finns listade i Catalogue of Life.